# Lufthansa CityLine

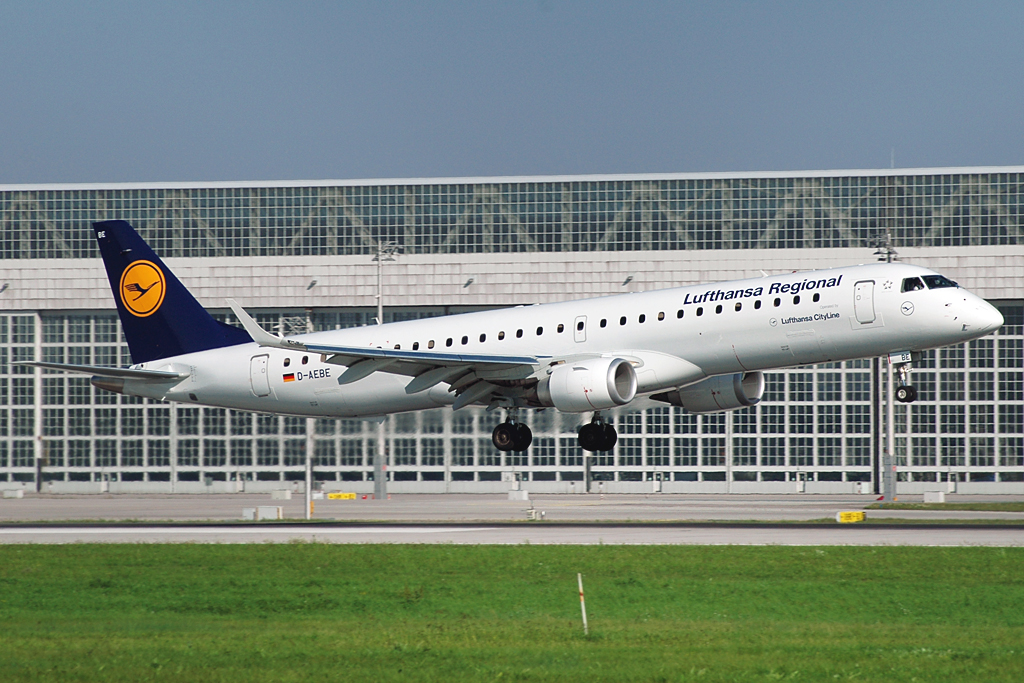
Embraer 195

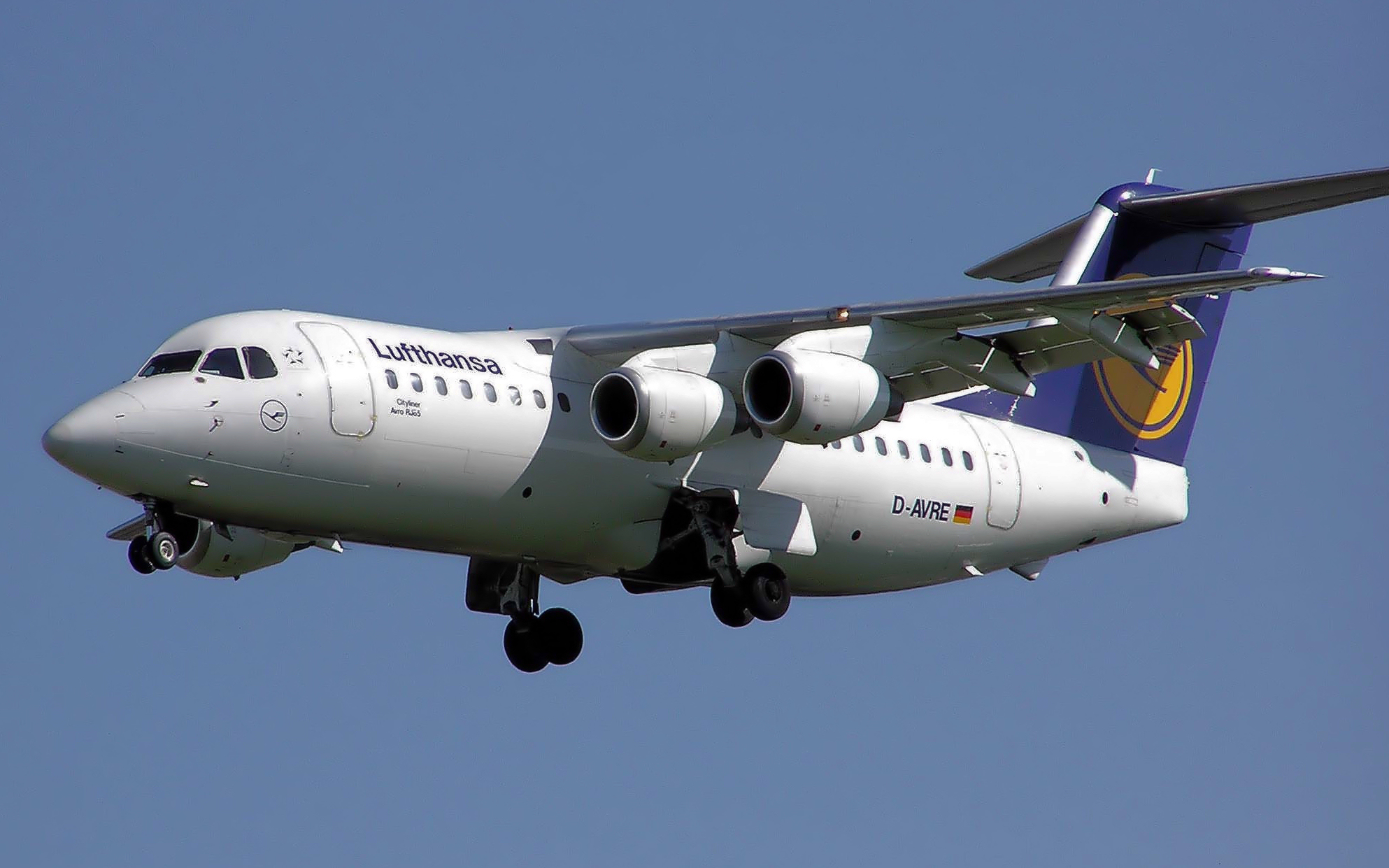
Avro RJ85

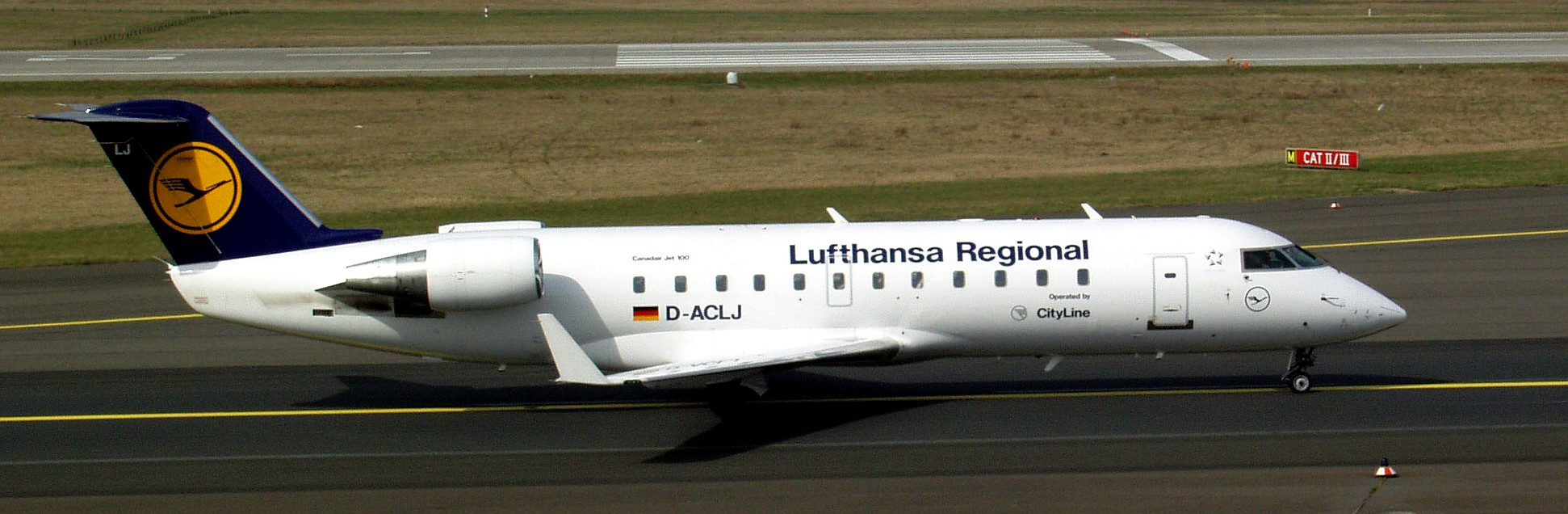
CRJ-100

Lufthansa CityLine GmbH (mã IATA = CL, mã ICAO = CLH) là hãng hàng không của Đức, trụ sở ở Köln. Hãng do Lufthansa làm chủ và là thành viên của Liên minh Lufthansa Regional. Căn cứ chính của hãng ở Sân bay Köln Bonn, và các căn cứ khác ở Sân bay Hamburg, Sân bay quốc tế Frankfurt, Sân bay quốc tế Düsseldorf và Sân bay quốc tế München .

## Lịch sử
Hãng được thành lập năm 1958 dưới tên Ostfriesische Lufttaxi (OLT) và đổi tên thành Ostfriesische Lufttransport (OLT) năm 1970 ở Emden. Hãng được tổ chức lại và đổi tên thành DLT Luftverkehrsgesellschaft mbH ngày 1.10.1974. Năm 1978 hãng hợp tác với Lufthansa trên các tuyến đường quốc tế ngắn. Năm 1988 hãng hoạt động hoàn toàn cho Lufthansa. Tháng 3/1992, Laufthansa mua DLT Luftverkehrsgesellschaft và đổi tên thành Lufthansa CityLine. Hãng hiện có 2.520 nhân viên (tháng 7/2007)..

## Các nơi đến
(Tháng 12/2024):
- Quốc nội: Berlin, Bremen, Köln, Dortmund, Dresden, Düsseldorf, Frankfurt, Friedrichshafen, Hamburg, Hanover, Leipzig/Halle, München, Münster, Nuremberg và Stuttgart.
- Quốc tế: Amsterdam, Balaton, Barcelona, Basel/Mulhouse, Bastia, Belgrade, Bergen, Bilbao, Birmingham, Bordeaux, Bornholm, Bratislava, Brussels, Budapest, Cagliari, Copenhagen, Dnepropetrovsk, Donetsk, Florence, Gdańsk, Geneva, Gothenburg, Helsinki, Katowice, Kiev, Kraków, Linz, London, Lyon, Madrid, Manchester, Marseille, Milan, Naples, Newquay, Newcastle, Nice, Olbia, Oslo, Paderborn, Paris, Praha, Roma, Rostov, Sarajevo, Sofia, Stavanger, Stockholm, Timişoara, Tirana, Toulouse, Valencia, Verona, Viên, Vilnius, Warsaw, Westerland, Yerevan, Zagreb và Zürich.

## Đội máy bay
(Tháng 12/2024):
- 17 Airbus A319
- 11 Embraer E195
- 20 Bombardier CRJ-700ER
- 26 Bombardier CRJ-900
- Tuổi trung bình các máy bay của Lufthansa CityLine là 7.6 năm (tháng 12/2024)[3].